# Dècim Juni Brutus (triumvir 194 aC)
Dècim Juni Brutus (en llatí: Decimus Junius Brutus) va ser un magistrat romà del segle ii aC. Formava part de la gens Júnia, i era de la branca familiar dels Juni Brutus, que tenien origen plebeu.
L'any 194 aC va ser triumvir coloniae deducendae, un dels magistrats extraordinaris nomenats per dirigir la creació d'una colònia, en aquest cas a Sipont (Magna Grècia).